# Knut Bergsland
Knut Bergsland (Kristiania, 7 de marzo de 1914 – 9 de julio de 1998) fue un lingüista noruego.

## Carrera
Nace en Kristiania, hijo del ingeniero Einar Christian Bergsland (1883–1945) y de Henriette Louise Krogh Raabe (1883–1958). Fue hermano del administrador deportivo Einar Bergsland. 
Estudió desde 1932 en la Universidad de Oslo, posteriormente en la École des Hautes Études y el Institut Catholique en 1935-1936. En 1940 se gradúa en latín, pero se dedica al estudio de las lenguas sami. En 1946 publica una gramática de la lengua sami meridional, Røros-lappisk grammatikk, obra que le mereció el doctorado y que sigue siendo obra de referencia ineludible para este idioma.
En 1947 es nombrado profesor de lenguas ugrofinesas en la Universidad de Oslo, en reemplazo de Konrad Nielsen. En el periodo que va hasta 1981 se dedicó a una formidable investigación de las lenguas urálicas, sami y esquimo–aleutianas. Son de su autoría una gramática del kalaallisut y un diccionario y gramática de referencia del idioma aleutiano.
Fue profesor visitante en la Universidad de Copenhague y en la Universidad de Indiana. Después de retirarse en 1981 continuó estudiando el aleutiano. Su cátedra estuvo vacante hasta 1987, con el nombramiento de Ole Henrik Magga. Sus últimos libros fueron: Aleut dictionary – Unangam tunudgusii (1994), Aleut Grammar (1997) y Ancient Aleut Personal Names (1998). Fallece en julio de 1998.
Le fue conferido un doctorado honorífico en la Universidad de Helsinki.